# Werner und Winter
Die Werner und Winter GmbH, Schreibweise auch Werner & Winter, war eine überregional renommierte Druckerei in Frankfurt am Main.
Werner & Winter war spezialisiert auf die Anfertigung von Lithographien zur Illustration von meist naturwissenschaftlichen Werken, die in verschiedenen Verlagen erschienen. Sie druckte aber nicht nur im Stein-, sondern auch im Zinkografie- und Lichtdruckverfahren und auch selbst ganze Bücher.

## Geschichte
Die Druckerei wird erstmals 1871 im Adressbuch von Frankfurt erwähnt. Um 1900 war sie im Frankfurter Nordend, in der Fichardstraße 5–7 ansässig. Bis etwa Mitte/Ende der 1920er Jahre war Werner & Winter Universitätsdruckerei, druckte also Veröffentlichungen der Johann Wolfgang Goethe-Universität, die Reihe der „Frankfurter Universitätsreden“, zahlreiche Dissertationen und andere wissenschaftliche Werke sowie verschiedene Veröffentlichungen der Senckenbergischen Naturforschenden Gesellschaft. Schon seit 1874 produzierte Werner & Winter aber auch die „Mittheilungen aus den Protokollen der Großen Mutterloge des Eklektischen Freimaurerbundes in Frankfurt am Main“ und Veröffentlichungen anderer Frankfurter Logen.
Eine Werbeannonce von Werner & Winter aus dem Jahr 1920 listet die Fähigkeiten des Unternehmens auf: „Buchdruck, Lithographie, Steindruck, Zinkdruck, Photographie, Lichtdruck, Photo-Lithographie, Mikroskopie, Mikro-Photographie, Setzmaschinenbetrieb, Dreifarbendruck, Zeichnungen, Entwürfe, Klischees, Wissenschaftliche Tafeln und Werke, Dissertationen, Aktien, Obligationen, Wertpapiere, Illustrierte Kataloge, Wandtafeln, Drucksachen für Handel und Gewerbe, Plakate, Etiketten, Ex libris“.
1927 schloss sie sich mit der ebenfalls in Frankfurt ansässigen Druckerei und Verlag Hauserpresse R. Th. Hauser & Co.  zur Hauserpresse Werner & Winter GmbH zusammen, die einige Jahre später (etwa um 1930) von Hans Schaefer übernommen wurde und seither unter Hauserpresse Hans Schaefer firmierte. In der Hauserpresse Werner & Winter entstanden beispielsweise die Drucke der über 1500 Tafeln für die vielbändige Enzyklopädie „Schmetterlinge der Welt“ von Adalbert Seitz, eine Arbeit, die sich über mehrere Jahre hinzog.

### Georg Wilhelm Winter
Gründer und technischer Leiter der Druckerei war Georg Wilhelm Winter (* 1844; † 28. März 1900 in Frankfurt), Sohn eines Bürstenfabrikanten aus Gießen an der Lahn. Winter war langjähriges Mitglied der Verwaltung und Direktion der Frankfurter Senckenberg-Gesellschaft. Mit seiner Frau Elisabeth, geb. Lucae († April 1897), hatte er einen Sohn und drei jüngere Töchter.

### Friedrich Wilhelm Winter

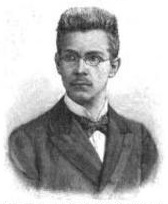
Fritz Winter (1898)

Der Sohn Friedrich Wilhelm Winter, auch Fritz Winter genannt (* 21. Juni 1878 in Frankfurt am Main; † 8. Juni 1917 in Perthes-le-Châtelet), besuchte von 1885 bis April 1894 die Adlerflycht-Schule (höhere Realschule) in Frankfurt und machte parallel eine Ausbildung im väterlichen Betrieb. Er war aber stark naturwissenschaftlich interessiert und besuchte daher auch Vorlesungen in den Senckenbergischen Instituten in Frankfurt und über plastische Anatomie (Herstellung von anatomischen Abgüssen) im Städelschen Kunstinstitut.
Kurz vor dem Abitur brach er das Gymnasium ab, um 1898/1899 an der von Carl Chun geleiteten deutschen Tiefsee-Expedition als wissenschaftlicher Zeichner und Fotograf teilzunehmen. Später begann er bei Chun in Leipzig ein Studium der Naturwissenschaften. Nach dem Tod seines Vaters musste er, um die Familie zu ernähren, das Studium abbrechen und übernahm die technische Leitung der väterlichen Druckerei. Im Juni 1904 heiratete er Gertrud Adelheid von Moellendorff (1882–1945), die Tochter des früheren Konsuls Otto Franz von Moellendorff (1848–1903), der ebenfalls in der Senckenberg-Gesellschaft aktiv war. Aus dieser Ehe stammen zwei Töchter und zuletzt ein Sohn.
Nebenher betrieb er jedoch weiter seine naturwissenschaftlichen Studien, belegte in den Senckenbergischen Instituten Kollegien und Praktika in organischer und anorganischer Chemie, Mineralogie, Geologie, Paläontologie, Botanik und Zoologie. Mehrfach war er auf zoologischen Stationen am Mittelmeer (1902, 1903 und 1905 in Rovigno/Istrien, 1904 in Villefranche bei Nizza), wo er vorwiegend über Einzeller (frühere Bezeichnungen: Protista, Protozoen, Foraminiferen, Thalamophoren) forschte und auch eine größere Arbeit publizierte, die als Promotionsarbeit gedacht war. Da er jedoch in Leipzig nicht die erforderlichen sechs Semester Studienzeit anerkannt bekam, sondern nur zwei, durfte er nicht promovieren. In Anerkennung seiner wissenschaftlichen Tätigkeit und der Leistungen der von ihm geleiteten Firma auf wissenschaftlich-reproduktionstechnischem Gebiet (Winter fertigte viele künstlerische Wandtafeln über verschiedenste Lebewesen an u. a. zu Fischen, Läusen, Fliegen und Pilzen) ernannte ihn jedoch die Philosophische Fakultät der Universität Marburg am 9. August 1912 (nach anderen Angaben 1911) zum Ehrendoktor. Im Ersten Weltkrieg diente er ab Herbst 1916 an der Westfront in Frankreich beim Heer und wurde 1917 in der Champagne durch eine Granate schwerst verwundet. Bereits auf dem Sterbebett, wurde er am Tag vor seinem Tod noch mit dem Eisernen Kreuz II. Klasse ausgezeichnet.
Seit 1900 war Winter ordentliches Mitglied der Senckenbergischen Naturforschenden Gesellschaft, seit 1905 (nach anderen Angaben seit 1901) Mitglied ihrer Verwaltung (1911, 1912 und von 1915 bis 1917 1. Schriftführer), sowie als Direktionsmitglied unter anderem beteiligt an der Gründung der Universität Frankfurt (er unterschrieb 1914 auch den Universitätsgründungsvertrag), sowie als Redaktionsmitglied Berater für die künstlerische Ausstattung der Veröffentlichungen der Senckenberg-Gesellschaft. Anlässlich ihrer Jahrhundertfeier am 22. November 1917 nahm die Senckenberg-Gesellschaft Friedrich Wilhelm Winter als „Ewiges Mitglied“ auf. Außerdem war Winter Schriftführer der „Deutschen Gesellschaft für angewandte Entomologie“.